# Linda Isacsson
Linda Susanna Isacsson (Vilhelmina, Bótnia Ocidental, Suécia, 9 de fevereiro de 1972) é uma garota do tempo e repórter da tv sueca, eleita Miss Suécia 1990 e representante de seu país no concurso Miss Universo, onde não alcançou as semifinais.